# Marcelo Álvarez
Marcelo Raúl Álvarez' (ur. 27 lutego 1962 w Cordobie) – argentyński śpiewak operowy, tenor liryczny. Interpretator ról bel canto, opery francuskiej. Od 2006 kojarzony z rolami lirico spinto i lirico pieno.

## Początki kariery
Rozpoczął naukę muzyki jako pięciolatek w Szkole Młodych Śpiewaków w Cordobie i ukończył pełny, dwunastoletni cykl kształcenia. Mimo tego postanowił zostać ekonomistą i rozpoczął pracę jako menadżer rodzinnej fabryki mebli. Przez kilkanaście lat śpiewał jedynie amatorsko. W 1992 zdecydował się jednak na kontynuowanie nauki śpiewu muzyki poważnej w Buenos Aires. Kilkakrotnie bez powodzenia usiłował uzyskać angaż w tamtejszym teatrze Colon. W czasie jednej z tych prób usłyszał go Giuseppe Di Stefano, który poradził mu przeniesienie się do Włoch.

## Lata 90.
Álvarez błyskawicznie został zauważony we Włoszech, gdy wygrał konkurs śpiewaczy w Pawii w 1995. Został wtedy zaangażowany do weneckiej opery La Fenice. Zadebiutował rolą Elwina w Lunatyczce i odniósł natychmiastowy sukces. Śpiewał w większości znanych włoskich teatrów operowych, koncentrując się na twórczości kompozytorów bel canto (Tonio w Córce pułku, Arturo w Purytanach, Carlo w Lindzie z Chamounix), a także śpiewając rolę Księcia w Rigoletcie, z którą występował w Buenos Aires. Jego sława rosła, artysta w ciągu 11 lat kariery wykonał łącznie 21 nowych ról. Śpiewał partię Alfreda w Traviacie w Hamburgu i Wiedniu i Edgara w Łucji z Lammermooru w Tuluzie. Od 1997 grał regularnie w La Scali, w 1998 po raz pierwszy zaśpiewał w Metropolitan Opera.

## 2000-2010
Jako tenor o ustalonej światowej renomie, Álvarez dodał do repertuaru role Fausta w operze Gounoda pod tym samym tytułem, Hoffmana w Opowieściach Hoffmanna, Gennara w Lukrecji Borgii, Nemorina w Napoju miłosnym oraz Włoskiego Śpiewaka w Kawalerze srebrnej róży, Ryszarda w Balu maskowym, Romea w Romeo i Julii. Regularnie pojawiał się też w swoich najsłynniejszych rolach – Alfreda i Księcia na scenach Włoch i rodzinnej Argentyny. Od 2006, mimo kontrowersji, występuje w "cięższych" rolach – Manrika w Trubadurze, Rudolfa w Cyganerii, Cavaradossiego w Tosce i Don Josego w Carmen.

## Najważniejsze role , w porządku chronologicznym
- 2000 – Rigoletto (Verdi) – Edward Downes: Marcelo Álvarez (Duque de Mantua)
- 2001 – Manon (Massenet) – Jesús López Cobos: Marcelo Álvarez (Chevalier des Grieux)
- 2001 – Manon (Massenet) – Jesús López Cobos: Marcelo Álvarez (Chevalier des Grieux)
- 2002 – Lucrezia Borgia (Donizetti) – Renato Palumbo: Marcelo Álvarez (Gennaro)
- 2003 – Lucia di Lammermoor (Donizetti) – Patrick Fournillier: Marcelo Álvarez (Sir Edgardo di Ravenswood)
- 2003 – La Bohème (Puccini) – Bruno Bartoletti: Marcelo Álvarez (Rodolfo)
- 2003 – Luisa Miller (Verdi) – Maurizio Benini: Marcelo Álvarez (Rodolfo)
- 2004 – Faust (Gounod) – Abel:: Marcelo Álvarez (Faust)
- 2004 – Rigoletto (Verdi) – Jesús López Cobos: Marcelo Álvarez (Duque de Mantua)
- 2004 – Werther (Massenet) – Pappano: Marcelo Álvarez (Werther)
- 2004 – Lucia di Lammermoor (Donizetti) – Ranzani: Marcelo Álvarez (Sir Edgardo di Ravenswood)
- 2005 – Rigoletto (Verdi) – Keri Lynn Wilson: Marcelo Álvarez (Duque de Mantua)
- 2005 – Werther (Massenet) – Philippe Jordan: Marcelo Álvarez (Werther)
- 2006 – Tosca (Puccini) – Daniel Oren: Marcelo Álvarez (Mario Cavaradossi)
- 2008 – Tosca (Puccini) – Carella: Marcelo Álvarez (Mario Cavaradossi)
- 2008 – Carmen (Bizet) – Zubin Mehta: Marcelo Álvarez (Don Jose)
- 2008 – Luisa Miller (Verdi) – Maazel: Marcelo Álvarez (Rodolfo)
- 2008 – Un ballo in maschera (Verdi) – Jesús López Cobos: Marcelo Álvarez (Riccardo)
- 2008 – Il Trovatore (Verdi) – McVicar: Marcelo Álvarez (Manrico)
- 2009 – Adriana Lecouvrer (Cilea) – Renato Palumbo: Marcelo Álvarez (Maurizio)
- 2009 – Tosca (Puccini) – James Levine: Marcelo Álvarez (Mario Cavaradossi)
- 2009 – Andrea Chénier (Giordano) – Oren: Marcelo Álvarez (Andrea Chénier)
- 2010 – Il trovatore (Verdi) – Fischer: Marcelo Álvarez (Manrico)
- 2010 – Aida (Verdi) – Luisotti: Marcelo Álvarez (Radames)
- 2010 – La Bohème (Puccini) – Loseda: Marcelo Álvarez (Rodolfo)

## Dyskografia
- Bel Canto, 1998, Sony Classical.
- Berlin Gala, 1999, Polygram Records
- Marcelo Álvarez Sings Gardel’, 2000, Sony Classical.
- French Arias, 2001, Sony Classical.
- Duetto (razem z Salvatore Licitrą, 2003, Sony Classical.
- Massenet – Manon, 2003, Sony Classical.
- The Tenor’s Passion, 2004, Sony Classical. Italian and French masterpieces.
- Donizetti – Lucia di Lammermoor, 2005, La Voce, Inc.
- Festliche Operngala, 2005, RCA.

## Filmografia (video lub DVD)
- Marcelo Álvarez in Search of Gardel, 1999, Bullfrog Films.
- Love & Desire, 2002, TDK.
- Verdi Gala, 2002, TDK.
- Verdi – Rigoletto, 2002, Opus Arte.
- Massenet – Manon, 2003, TDK.
- Duetto, 2003, Sony Classical.
- Donizetti – Lucia di Lammermoor, 2004, TDK.
- Puccini – La Boheme, 2004, TDK. F
- Donizetti – Lucia di Lammermoor, 2005, La Voce, Inc.
- Mariella Devia, Marcelo Álvarez, 2005, La Voce, Inc.
- Massenet – Werther, 2005, TDK.
- Festliche Operngala, 2005, United Motion.
- DVD Sampler Opera 06, 2006, TDK.
- Verdi – Rigoletto, 2006, TDK.

## Nagrody
- 1995 – Zwycięzca regionalnego konkursu śpiewaczego w Pawii
- 1999 – Złota Kamera
- 2000 – Śpiewak Roku według Echo Klassik
- 2002 – Śpiewak Roku według Echo Klassik
- 2003 – zwycięzca plebiscytu magazynu "L'Opera" na Tenora Roku